# Les Nouillers
Les Nouillers – miejscowość i gmina we Francji, w regionie Nowa Akwitania, w departamencie Charente-Maritime.
Według danych na rok 1990 gminę zamieszkiwało 607 osób, a gęstość zaludnienia wynosiła 25 osób/km² (wśród 1467 gmin regionu Poitou-Charentes Les Nouillers plasuje się na 486. miejscu pod względem liczby ludności, natomiast pod względem powierzchni na miejscu 276.).